# 한국보훈복지의료공단

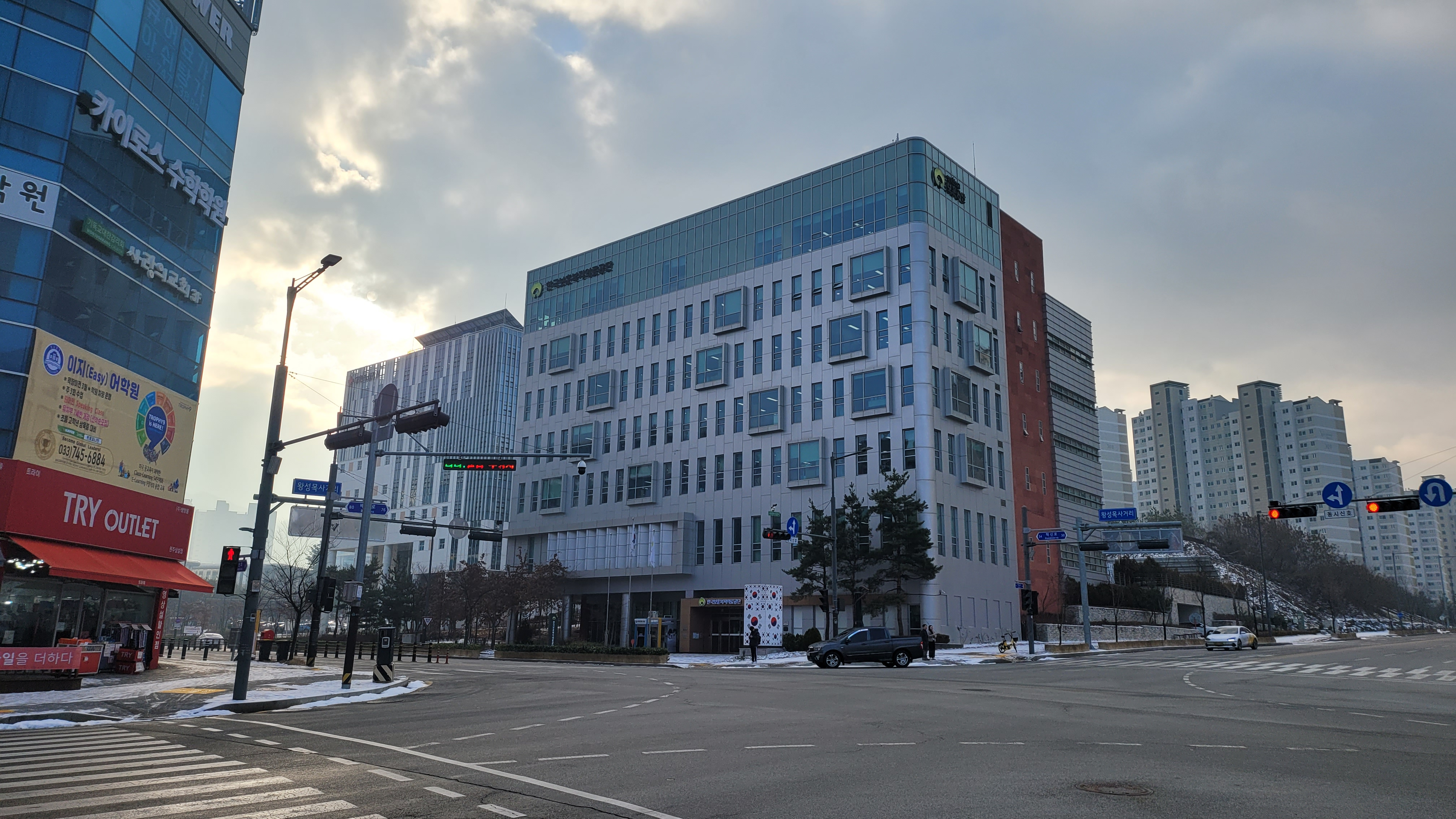
한국보훈복지의료공단 청사

한국보훈복지의료공단(韓國報勳福祉醫療公團, Korea Veterans Health Service)은 한국보훈복지의료공단법에 의거 1981년 11월 2일 설립되어 국가유공자의 의료와 복지업무를 정부로부터 위임받아 수행하는 국가보훈부 산하 위탁집행형 준정부기관이다. 서울 등 6개 보훈병원을 운영 국가유공자를 전액 국비진료하고 있으며, 6개 보훈요양원, 보훈원 및 보훈휴양원 등을 운영 국가유공자 복지증진 업무를 수행하고 있다. 강원특별자치도 원주시 혁신로 40에 있다.

## 연혁
- 1981년 11월 2일: 한국원호복지공단 설립
- 1985년 1월 1일: 한국보훈복지공단으로 명칭 변경
- 2001년 1월 16일: 한국보훈복지의료공단으로 명칭 변경

## 조직
- 감사
  - 감사실
    - 경영감사부
    - 청렴감찰부

### 이사장/보훈요양원
- 비서실
- 위탁병원관리단
- 보훈교육연구원
- 보훈원
- 수원보훈요양원
- 광주보훈요양원
- 김해보훈요양원
- 대구보훈요양원
- 대전보훈요양원
- 남양주보훈요양원
- 전주보훈요양원
- 원주보훈요양원
- 보훈재활체육센터
- 보훈휴양원

#### 기획이사
- 경영혁신실
- 경영전략부
- 조직예산부
- 경영평가부
- 사회가치혁신부

#### 관리이사
- 행정지원실
- 인재경영부
- 총무안전부
- 재무관리부
- 노사협력부

#### 사업이사
- 의료지원실
- 의료운영부
- 의료관리부
- 정보지원부
- 복지운영실
- 복지운영부
- 통합서비스부
- 계약관리부

### 운영 병원/요양병원
- 중앙보훈병원
- 부산보훈병원
- 광주보훈병원
- 대구보훈병원
- 대전보훈병원
- 인천보훈병원
- 보훈요양병원
- 광주보훈요양병원
- 부산보훈요양병원